# 南非駐臺代表列表
本列表為南非共和國駐中華民國（臺灣）歷任外交官名錄。雙方已無正式外交關係。

## 南非聯絡辦事處代表（1998年－）
1998年斷交後，於臺灣設立南非聯絡辦事處作為實質大使館。在斐對應單位為駐南非共和國臺北聯絡代表處。
- 阿鉑內（Musawenkosi Norman Aphane），－2017年
- 麥哲培（Robert Seraki Matsebe），2017年－2021年
- 安德漢（Hugh Graham Anderson），2022年5月－2024年12月
- Zakhele Samson Mnisi，2025年1月

## 外部連結
- 南非聯絡辦事處（Facebook）